# Хаби
Хаби (нем. Haby) — община в Германии, в земле Шлезвиг-Гольштейн. 
Входит в состав района Рендсбург-Экернфёрде. Подчиняется управлению Виттензее.  Население составляет 565 человек (на 31 декабря 2010 года). Занимает площадь 5,79 км².